# Johan H:son Kjellgren
Johan H:son Kjellgren, född Erik Johan Hansson Kjellgren den 6 januari 1959 i Stockholm, är en svensk skådespelare.
Kjellgren växte upp i stadsdelen Östermalm i Stockholm. Fadern var direktör och hade själv haft skådespelardrömmar som ung, varför han stöttade sonen i dennes val att bli skådespelare. Kjellgren studerade vid Scenskolan i Göteborg 1981–1984 och engagerades efter studierna först vid Folkteatern i Göteborg och därefter vid Stockholms Stadsteater.
Han filmdebuterade 1987 som den konstnärsbohemiske Oscar Björk i Hip hip hurra!. Han har därefter ofta gestaltat kriminella och obehagliga personer, till exempel Viktor Remmer i TV-serien Rederiet 1998–1999. Han Guldbaggenominerades 1999 i kategorin bästa skådespelare för sin insats i Veranda för en tenor.
Han är far till sjöofficeren Jim Ramel Kjellgren.

## Filmografi
- 1987 – Hip hip hurra!
- 1989 – Badhuset
- 1991 – Rosenbaum (TV-serie)
- 1992 – Blueprint (TV-serie)
- 1993 – Rederiet (TV-serie) (även 1998–1999)
- 1993 – Telegrafisten
- 1994 – Polismördaren
- 1995 – Majken (TV-serie)
- 1995 – Snoken (TV-serie)
- 1995 – Svarta skallar och vita nätter (TV-serie)
- 1995 – Freundschaft mit Herz (TV-serie)
- 1997 – Svensson, Svensson – filmen
- 1998 – Sista kontraktet
- 1998 – Veranda för en tenor
- 2000 – Skärgårdsdoktorn (TV-serie)
- 2000 – Brottsvåg (TV-serie)
- 2000 – Soldater i månsken (TV-serie)
- 2002 – Cleo (TV-serie)
- 2003 – Kommer du med mig då
- 2004–2006 – Örnen (TV-serie)
- 2005 – Kommissionen (TV-serie)
- 2005 – Kim Novak badade aldrig i Genesarets sjö
- 2005 – Kvalster (TV-serie)
- 2005 – Lovisa och Carl Michael
- 2006 – Inga tårar
- 2006 – Underbara älskade
- 2007 – Leende guldbruna ögon (TV-serie)
- 2008 – Oskyldigt dömd (TV-serie)
- 2008 – Remix
- 2008 – Om ett hjärta (TV-serie)
- 2008 – Höök (TV-serie)
- 2009 – De halvt dolda (TV-serie)
- 2009 – 183 dagar (TV-serie)
- 2009 – Kommissarien och havet - Den döende dandyn (TV-serie)
- 2010 – Drottningoffret (TV-serie)
- 2011 – Maria Wern - Drömmar ur snö
- 2011 – Anno 1790 (TV-serie)
- 2012 – De närmaste
- 2012 – Livstid
- 2013 – Fjällbackamorden: Strandridaren
- 2013 – Solsidan (TV-serie)
- 2013 – Tragedi på en lantkyrkogård
- 2014 – Medicinen
- 2017 – Saknad (TV-serie)
- 2017 – Rebecka Martinsson (TV-serie)
- 2019–2020 – Bröllop, begravning och dop (TV-serie)
- 2019 – Fartblinda (TV-serie)

## Teater

### Roller (ej komplett)
| År   | Roll             | Produktion                                   | Regi                | Teater                   |
| ---- | ---------------- | -------------------------------------------- | ------------------- | ------------------------ |
| 1986 | Sonen            | Parken (Der Park) Botho Strauss              | Jan Maagaard        | Stockholms stadsteater   |
| 1989 | Volker           | Besökare (Besucher) Botho Strauss            | Jan Maagaard        | Stockholms stadsteater   |
| 1990 | Prinsen av Wales | Kean Alexandre Dumas den äldre               | Jan Maagaard        | Stockholms stadsteater   |
| 1991 | August           | Minns du den stad Per Anders Fogelström      | Johan Bergenstråhle | Stockholms stadsteater   |
| 2004 | Claudius         | Hamlet William Shakespeare                   | Philip Zandén       | Stockholms stadsteater   |
| 2006 | Sergej Prokofjev | Elitklassen (Master Class) David Pownall(en) | Göran Stangertz     | Riksteatern              |
| 2016 |                  | Farmor och vår Herre Hjalmar Bergman         | Christian Tomner    | Helsingborgs stadsteater |